# Ahmed Abdelwahed
Ahmed Abdelwahed (Roma, 26 de mayo de 1996) es un deportista italiano que compite en atletismo.
Ganó una medalla de plata en el Campeonato Europeo de Atletismo de 2022, en la prueba de 3000 m obstáculos, que perdió posteriormente por dopaje.

## Palmarés internacional
| Campeonato Europeo | Campeonato Europeo | Campeonato Europeo | Campeonato Europeo |
| Año                | Lugar              | Medalla            | Prueba             |
| ------------------ | ------------------ | ------------------ | ------------------ |
| 2022               | Múnich (Alemania)  | DSC                | 3000 m obstáculos  |